# Etmopterus sculptus
Etmopterus sculptus es una especie de elasmobranquio escualiforme de la familia Etmopteridae.